# آشپزی لیتوانیایی

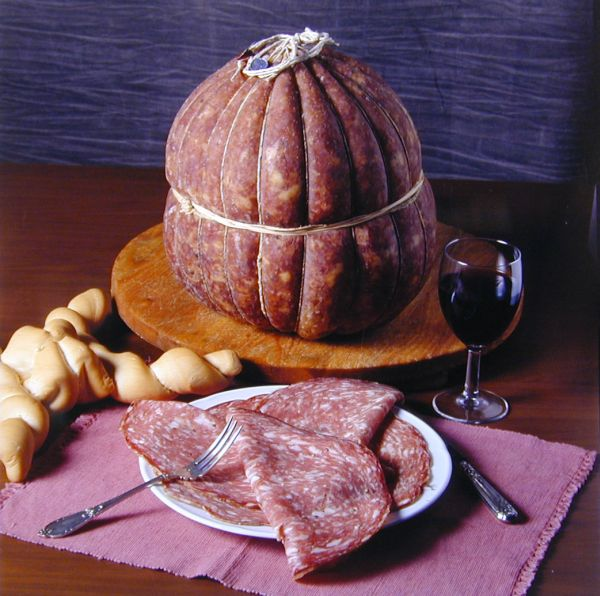
اسکیلاندیس (Skilandis)

آشپزی لیتوانیایی (انگلیسی: Lithuanian cuisine) ویژگی‌هایی متناسب با آب و هوای سرد و مرطوب شمال لیتوانی دارد: جو، سیب زمینی، چاودار، چغندر، سبزی برگی، سته و قارچ‌ها به صورت محلی کشت می‌شوند و تولید محصولات لبنی یکی از تخصص‌های آنها می‌باشد. برای نگهداری مواد غذایی در زمستان، از روشهای مختلف ترشی انداختن بهره می‌بردند. سوپ‌ها بسیار محبوب هستند، و به عنوان گزینهٔ ضروری برای سلامتی، در حد وسیعی مورد توجه قرار می‌گیرند. از آنجایی که آب و هوا و روشهای کشاورزی آنها با شمال اروپا مشترک می‌باشد، آشپزی لیتوانیایی با آشپزی همسایگان بالتیک، و به‌طور کلی کشورهای شمالی وجه اشتراک زیادی دارد. کشاورزی پایدار و عادت غذایابی، با عوامل مؤثر مختلف در طول تاریخ کشور، آشپزی لیتوانیایی را شکل داده‌است.
آداب و رسوم آلمان با ورود غذاهایی بر مبنای گوشت خوک و سیب زمینی، همچون پودینگ سیب زمینی (کوگل) و روده پرشده با پوره سیب زمینی (vėdarai)، هم چنین کیک درختی باروک که به شاکوتیس معروف است، بر آشپزی لیتوانیایی تأثیر گذاشته‌است. اشراف‌زادگان لیتوانیایی، به‌طور معمول سرآشپزهای فرانسوی را استخدام می‌کردند–از این طریق آشپزی فرانسوی بر لیتوانی تأثیر گذاشت. آشپزی شرقی (کارائیتی‌های کریمه) ، و غذای کیبینایی (kibinai) که در لیتوانی محبوب شد، نا متعارف‌ترین تأثیر را بر آشپزی لیتوانیایی گذاشت. لیتوانیایی‌ها و مردم ملتهای دیگری که در دوک‌نشین بزرگ لیتوانی زندگی می‌کردند، همچنین برخی غذاها و نوشیدنی‌ها را به اشتراک گذاشته‌اند. آشپزی لیتوانیایی، همینور تحت تأثیر آشپزی روتنی و لهستانی بوده‌است.